# Hans-Otto Spithaler
Hans-Otto Spithaler (geb. 1937 in Westfalen) ist ein deutscher Bankkaufmann und Jurist.
Aus dem Bankgeschäft wechselte er 1973 in die papierverarbeitende Industrie nach Berlin. Er wurde Vorstand von Kroch-Unternehmen, u. a. der „AG für Haus- und Grundbesitz“.
Zehn Jahre lang war er maßgeblich mit der Restitution von Raubkunst des von der Familie Kroch in der NS-Zeit arisierten Eigentums beschäftigt, womit er zu einem Kenner der Geschichte des Kroch-Konzerns wurde. Bis heute ist er der Familie beratend verbunden und in diversen Kroch-Firmen als Aufsichtsratsmitglied engagiert.
Der in Berlin lebende Hans-Otto Spithaler hat zusammen mit Rolf H. Weber, der Aufsichtsratsvorsitzender der Kroch-Firma „AG für Haus- und Grundbesitz“ ist, und der Journalistin Monika Zimmermann eine Geschichte des jüdischen Familienunternehmens Kroch in Leipzig, auf die das dortige Krochhochhaus zurückgeht, von ihrer Gründung bis zu ihrer Zerschlagung im Nationalsozialismus verfasst. Die Zerschlagung des Kroch-Konzerns ging nach dem Nationalsozialismus im Sozialismus in der DDR weiter. Mit diesem Buch leistete Spitaler einen Beitrag zur Aufarbeitung von dem Unrecht, welches an der Familie Kroch sowohl durch den Nationalsozialismus als auch dem Sozialismus der DDR begangen wurden. Der Restitutionsfall Kroch war nicht irgendein Restitutionsfall der mit der Arisierung zusammenhängt, sondern einer der größten privaten Restitutionsfälle überhaupt.